# Орбан, Гашпар
Гашпар Орбан (венг. Orbán Gáspár; 7 февраля 1992, Будапешт) — венгерский военный и религиозный деятель. В прошлом — профессиональный футболист.
Гашпар — единственный сын и второй из пяти детей премьер-министра Венгрии Виктора Орбана и его жены Анико Леваи.

## Биография

### Футбольная карьера
Воспитанник клуба «Видеотон». На профессиональном уровне дебютировал в составе фарм-клуба «Видеотона» 23 октября 2010 года в матче второй лиги Венгрии против клуба «Козармишлень», в котором вышел на замену на 86-й минуте. После двух сезонов в «Видеотон II», перешёл в другой клуб второй лиги «Академия Пушкаша», за который в сезоне 2012/13 сыграл только один матч, но вместе с командой стал победителем зоны «Запад», добившись таким образом выхода в высшую лигу. Первую часть следующего сезона Орбан провёл в аренде в «Видеотон II», выступавшем на тот момент в третьей лиге, сыграл 8 матчей. Вернувшись из аренды, он сыграл 2 матча за «Академию Пушкаша» в высшей лиге. Дебютировал 8 марта 2014 года в матче против «Гонведа», в котором вышел на замену на 75-й минуте вместо Аттилы Полонкаи. Второй матч провёл 22 марта против «Мезёкёвешд», появившись на замену на 85-й минуте. Летом того же года принял решение завершить футбольную карьеру из-за повторной травмы.

### Религиозная деятельность
В том же году Орбан отправился в Уганду вместе с христианской благотворительной организацией, где учил местных детей футболу. Именно в Уганде, по его словам, он стал истинно верующим. Вернувшись в Венгрию, он вместе с двумя университетскими друзьями стал основателем религиозной общины «Felház».

### Военная карьера
Свою военную карьеру 28-летний Орбан начал в 2019 году, окончив 6-недельный курс базовой подготовки в группе боевых расчётов 2-й бригады специального назначения «vitéz Bertalan Árpád». В июне того же года дал присягу, став профессиональным солдатом. В 2020 году он и ещё двое венгерских военнослужащих поступили в Королевскую военную академию в Сандхерсте (Великобритания), которую он окончил в декабре. Его обучение в академии оплачивалось министерством обороны Венгрии.